# Ajax (Ontario)
Ajax es una ciudad costera en la región de Durham en el sur de Ontario, Canadá, ubicada en la parte este del área metropolitana de Toronto . 
La ciudad lleva el nombre del crucero HMS Ajax, una embarcación de la Marina Real Británica que sirvió en la Segunda Guerra Mundial. Se ubica aproximadamente a 11 kilómetros (7 mi) al este de Toronto, a orillas del lago Ontario, y limita con la ciudad de Pickering al oeste y al norte, y con la ciudad de Whitby al este.

## Historia
Diversos pueblos indígenas estuvieron activos en las cuencas de Duffins Creek y Carruthers Creek desde el período Arcaico (7000-1000 a. C.). Estos no construyeron ningún asentamiento importante en la zona, presumiblemente debido a la mala navegabilidad de los arroyos.    En 1760, los misioneros sulpicianos franceses de Ganatsekwyagon llegaron al área de Duffins Creek, pero tampoco se establecieron allí. 
Después de la conquista británica de Nueva Francia en 1760, el área pasó a formar parte del municipio de Pickering . Mike Duffin, un comerciante de pieles irlandés, fue el primer europeo conocido que se estableció en la zona, en la década de 1770.  La conversión de la principal ruta local en Kingston Road en 1799 contribuyó al aumento de los asentamientos en lo que hoy es Ajax. 
En la primera mitad del siglo XIX, Pickering Village, ahora un barrio de Ajax, evolucionó como el principal centro de población del municipio, respaldado por un auge maderero y agrícola. En 1807, Timothy Rogers llevó a familias cuáqueras a establecerse en la zona y construyó aserraderos y molinos en las orillas de Duffins Creek.  La Guerra de 1812 aumentó el tráfico militar en Kingston Road, lo que resultó en una carretera mejor mantenida y condujo a un mayor desarrollo de la zona. 
A mediados del siglo XIX, Audley, una comunidad más pequeña, surgió como escala en la ruta hacia el puerto de Whitby .  Para el siglo XX, gran parte del área del actual Ajax se había convertido en tierras de cultivo. En 1926, James Tuckett, oriundo de Toronto, compró tierras de cultivo a orillas del lago y comenzó el desarrollo de la comunidad de cabañas de Pickering Beach, que más tarde se convirtió en un asentamiento permanente. 
Después del inicio de la Segunda Guerra Mundial en 1939, el Gobierno de Canadá expropió la mayor parte de las tierras de cultivo en lo que hoy es la parte sur de Ajax, para establecer una planta de municiones.   Operada por Defense Industries Limited (DIL), la planta de propiedad gubernamental empleaba a trabajadores de diferentes partes de Canadá.  
El sitio evolucionó hasta convertirse en una comunidad autónoma, cuyos residentes llamaron "aldea". Como parte de un concurso, el empleado del DIL Frank Holroyd sugirió el nombre "Ajax" para la comunidad, en honor al buque de guerra británico HMS Ajax que había luchado contra el acorazado nazi Admiral Graf Spee en la Batalla del Río de la Plata en 1939.  
Después del cierre de la planta en 1945, el sitio se utilizó como almacén de excedentes de guerra y punto de venta, un campus de la Universidad de Toronto (1946-1949),  y campo de detención para refugiados de guerra de Europa (1949-1953).  El gobierno encargó a la Corporación Canadiense de Hipotecas y Vivienda (CMHC) que desarrollara el sitio y sus alrededores para convertirlo en una ciudad industrial moderna. George Finley, director de CMHC del área, planificó nuevas subdivisiones de viviendas, centros comerciales y áreas industriales. 

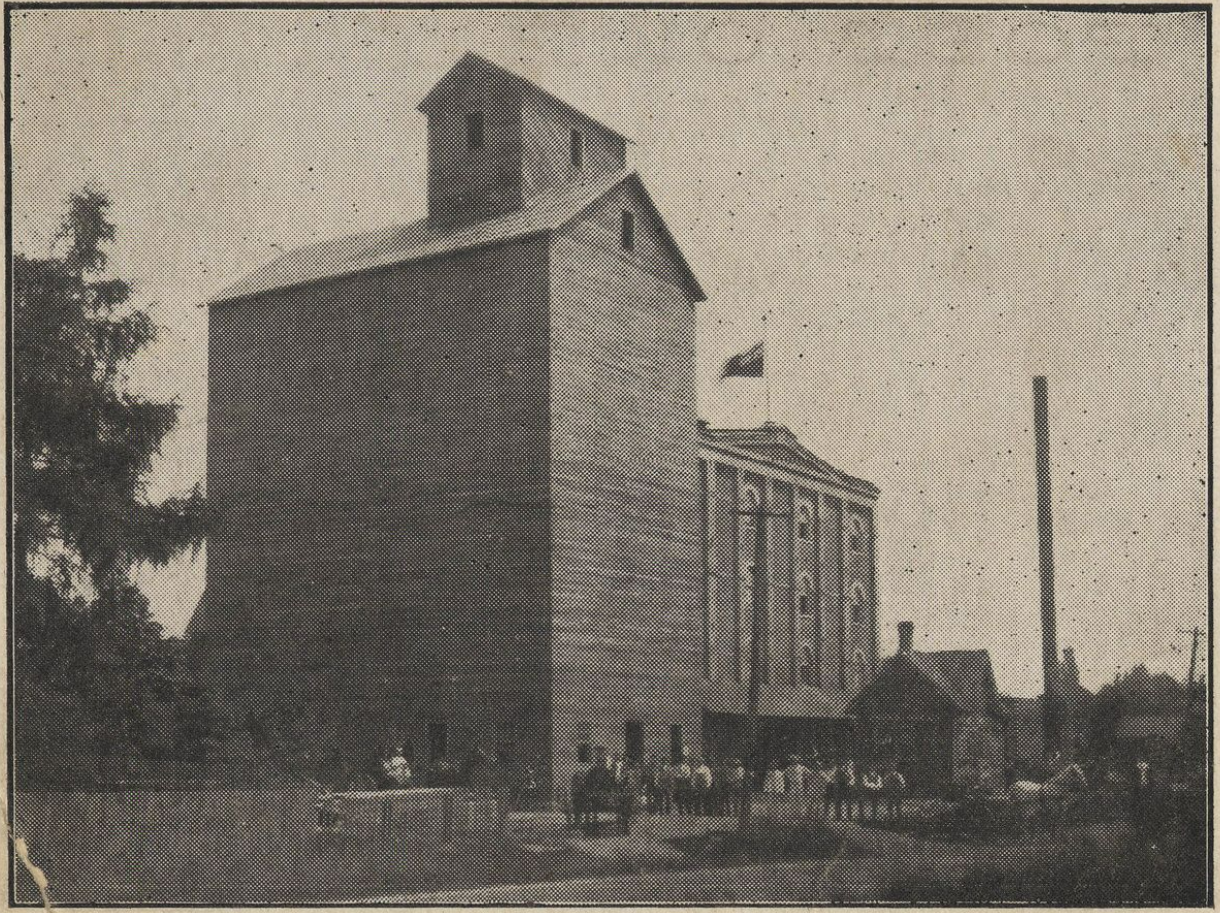
Molino de Spink en Pickering Village (1906), ahora parte de Ajax

Tierras de cultivo expropiadas para la planta DIL (1939)

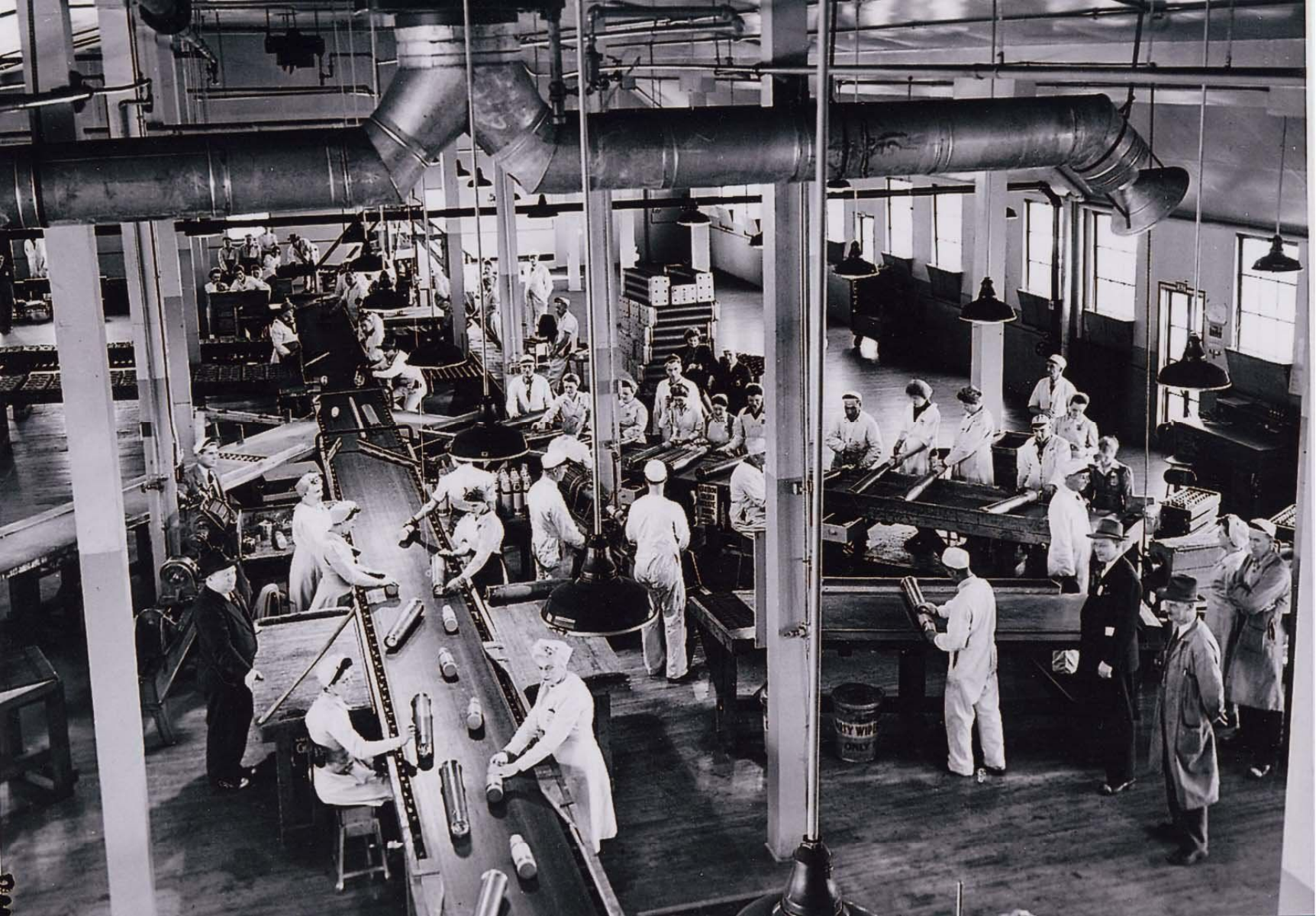
Trabajadores ensamblado carcasas en la planta DIL (década de 1940)

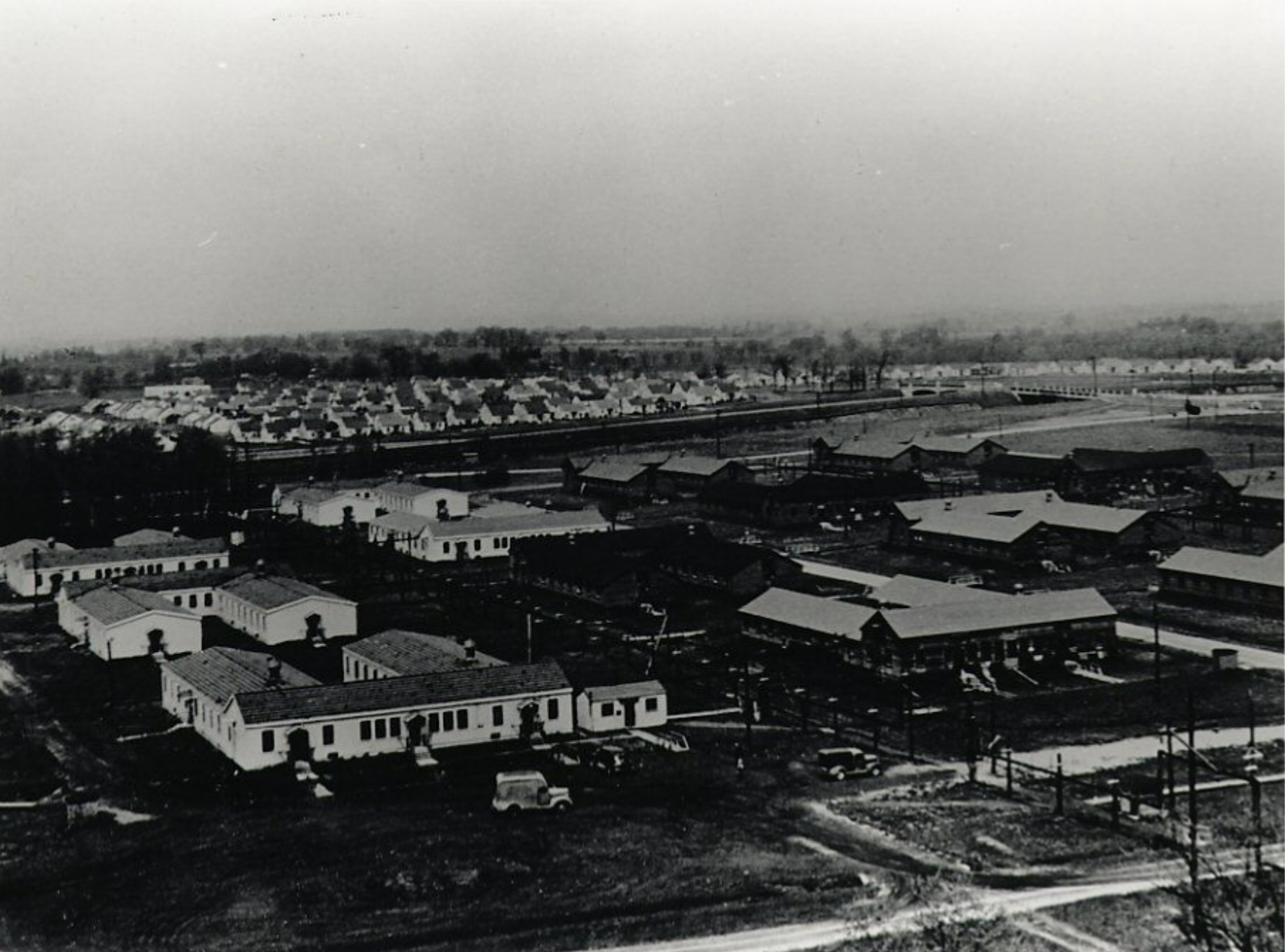
División Ajax de la Universidad de Toronto (1946-1949)

En 1950, Ajax se incorporó como Distrito de Mejora, una forma de administración local gestionada por personas designadas por el vicegobernador de Ontario.  La Junta del Distrito de Mejoramiento creó los primeros estatutos de la comunidad y contrató empleados para la administración local. En agosto de 1954, como resultado de una campaña de la Asociación de Ciudadanos de Ajax, la Junta Municipal de Ontario declaró a Ajax ciudad, otorgándole pleno estatus municipal.  Los primeros concejales fueron elegidos el 11 de diciembre de 1954 y asumieron sus cargos el 1 de enero de 1955. El primer alcalde de la localidad fue Benjamin de Forest Bayly, más conocido como Pat Bayly. 

A principios de la década de 1970, la Autoridad Metropolitana de Conservación de la Región y de Toronto (MTRCA) adquirió gran parte del terreno a lo largo de la orilla del lago. En el área de Pickering Beach, se demolieron varias casas, una iglesia y una escuela para dar paso a un parque. 
El 1 de enero de 1974, Ajax pasó a formar parte de la recién formada Municipalidad Regional de Durham, que gestiona funciones comunes a múltiples municipalidades de la región. Los límites de la ciudad de Ajax se ampliaron para incluir varias áreas del antiguo municipio de Pickering, incluidas Pickering Village, Pickering Beach y Audley. 

## Geografía

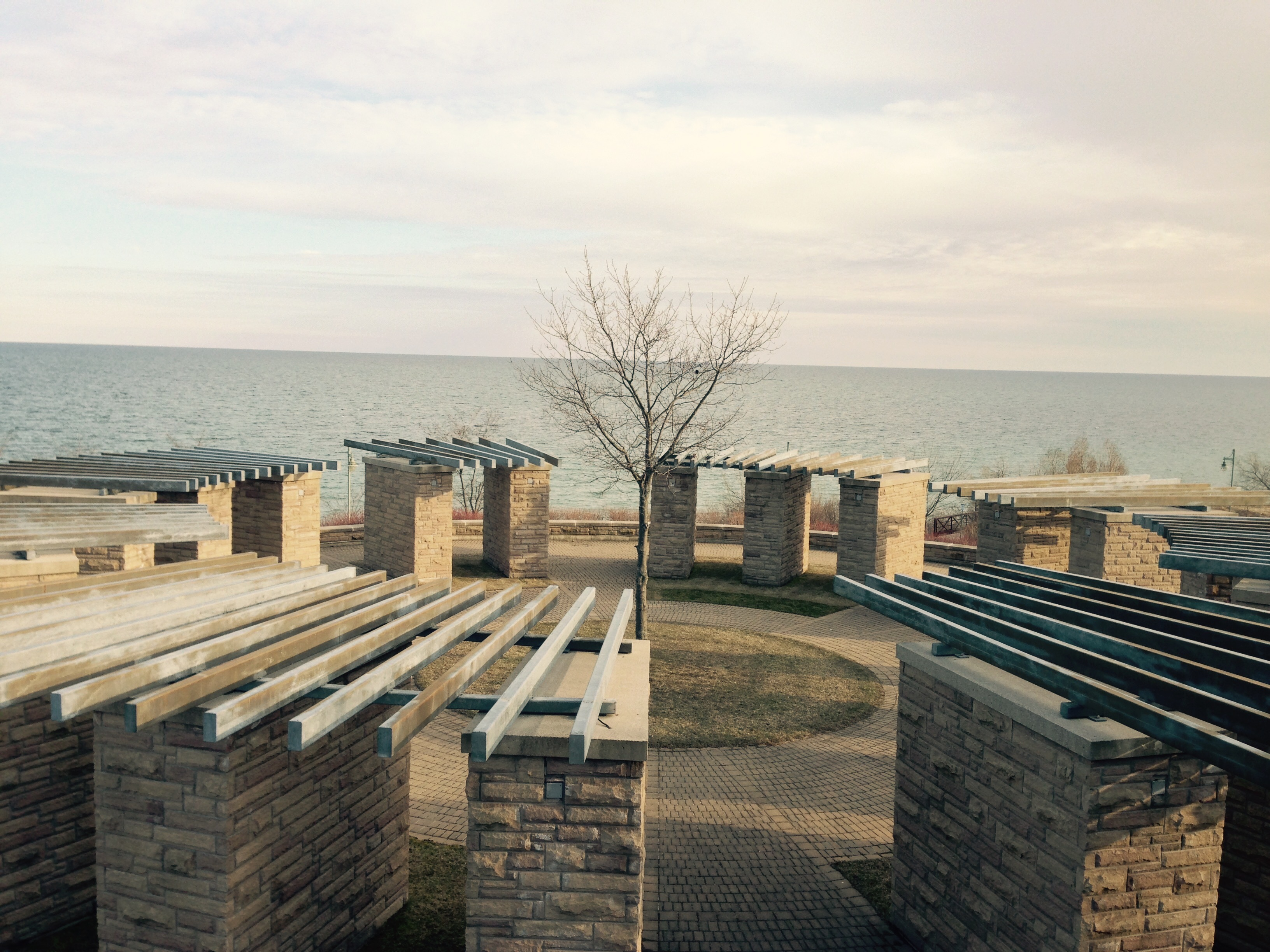
Vista del lago Ontario desde la planta de suministro de agua de Ajax ubicada en Ajax Waterfront

Ajax limita al oeste y al norte con la ciudad de Pickering, al este con la ciudad de Whitby y al sur con el lago Ontario .

## Barrios
La localidad está formada por los siguientes barrios: 
- Applecroft
- Audley North
- Audley Road Business Area
- Audley South
- Carruthers Creek
- Carruthers Creek Business Area
- Central Employment Area
- Clover Ridge
- Deer Creek
- Discovery Bay
- Downtown
- Duffins Bay
- Duffins Crossing
- Hermitage
- Lake Vista
- Lakeside
- Meadow Ridge
- Memorial Village
- Midtown
- Nottingham
- Pickering Beach
- Riverside
- Salem Business Area
- Salem Heights
- South Greenwood
- Southwood
- Village (Pickering Village)
- Westney Heights

### Centro de Ayax
El Ayuntamiento de Ajax y un promotor privado firmaron un acuerdo en 2012 para la compra y venta de 9 hectáreas de terreno baldío de propiedad municipal en la esquina de Bayly Street y Harwood Avenue. Llamada "Pat Bayly Square", proporcionará espacio residencial, comercial y de oficinas, así como una plaza cívica y una instalación cívica.  Pat Bayly Square abrió sus puertas en septiembre de 2018.

## Gobierno local
Ajax está gobernado por un consejo municipal electo que consta de un alcalde y concejales locales que representan a cada uno de los tres distritos de la ciudad. Además, tres Consejeros Regionales representan cada uno de un barrio. El alcalde y los concejales regionales forman parte tanto del ayuntamiento de Ajax como del consejo regional de Durham .
En el pasado, el Consejo sesionaba por un período de tres años, pero la Legislatura de Ontario aumentó la duración de los mandatos del consejo municipal en Ontario a cuatro años, en 2006.  En 2018, el Consejo de Ajax pasó de dos concejales regionales y cuatro concejales locales a tres concejales regionales y tres concejales locales. 

## Demografía
En el censo de población de 2021 realizado por Statistics Canada, Ajax tenía una población de 126.666 que vivían en 39.488 de las 40.275 viviendas privadas totales, un cambio de 5,8 % de su población en relación con la de 2016, la cual era de 119.677. Con una superficie de terreno de 66,64 km² (25,7 mi²)  , tenía una densidad de población de 1.900,8/km   en 2021. 
Según el Censo de 2021, la edad mediana es de 38,4 años, alrededor de 3 años menos que el promedio nacional de 41,6 años; El 18,8% de la población tiene menos de 15 años mientras que el 13,1% tiene 65 y más. 
Según el Censo de 2016, entre las personas de 25 a 64 años, los niveles más altos de educación son los siguientes: el 66,6% de las personas tiene certificado, diploma o título postsecundario, el 25,3% tiene diploma de escuela secundaria o certificado de equivalencia, y el 8,2% no tiene certificado, diploma o título. 
A partir de 2021, el valor medio de las viviendas en Ajax es de 850.000 dólares en comparación con el valor medio provincial de 700.496 dólares y la cifra nacional de 472.000 dólares. 
En 2021, el 92% de los residentes de Ajax eran ciudadanos canadienses y el 42% son inmigrantes. El 8% de la población emigró entre 2011 y 2021. Los principales lugares de nacimiento de la población inmigrante son India (13%), Sri Lanka (11%), Jamaica (10%), Filipinas (8%), Pakistán (8%), Guyana (6%), Reino Unido ( 5%), Trinidad y Tobago (4%), Afganistán (4%) y China (3%). Entre los 5.010 inmigrantes recientes, que emigraron entre 2016 y 2021, el 34% eran de la India. 

### Etnicidad
Según el censo de 2021, los principales orígenes étnicos y culturales autoinformados incluyeron inglés (12%), indio (10%), canadiense (9%), irlandés (9%), escocés (9%), jamaicano (6%), filipinos (5%), paquistaníes (5%), esrilanqueses (4%), chinos (4%) y tamiles (4%). El 65% de la población de la ciudad comprende minorías visibles, siendo el mayor de estos grupos el sur de Asia (26,2%), los negros (16,8%), los filipinos (5,3%), los chinos (3%), los asiáticos occidentales (3%), los árabes. (2%) y latinoamericanos (1,3%). El 3% de las personas se identifican como pertenecientes a múltiples grupos minoritarios visibles. Aquellos con ascendencia únicamente indígena representan el 0,23% de la población, mientras que aquellos con ascendencia mixta indígena y no indígena representan el 1,03% de la población.  Ajax tiene el porcentaje de población negra más alto de todos los grandes municipios canadienses  (su población es superior a 100.000 habitantes).
| Grupo étnico        | 2021    | 2021    | 2016    | 2016    | 2011    | 2011    | 2006   | 2006    | 2001   | 2001    |
| Grupo étnico        | Pob.    | %       | Pob.    | %       | Pob.    | %       | Pob.   | %       | Pob.   | %       |
| ------------------- | ------- | ------- | ------- | ------- | ------- | ------- | ------ | ------- | ------ | ------- |
| Europeo             | 43,415  | 34,39 % | 50,450  | 42,33 % | 58,145  | 53,24 % | 57,125 | 63,59 % | 55,280 | 75,19 % |
| Sudasiaticos        | 33,055  | 26,18 % | 24,895  | 20,89 % | 15,025  | 13,76 % | 9,735  | 10,84 % | 4,035  | 5,49 %  |
| Africano            | 21,210  | 16,8 %  | 19,860  | 16,66 % | 17,510  | 16,03 % | 11,680 | 13 %    | 7,090  | 9,64 %  |
| Aseanita            | 7,495   | 5,94 %  | 6,350   | 5,33 %  | 5,465   | 5 %     | 3,115  | 3,47 %  | 1,525  | 2,07 %  |
| Mediooriental       | 6,250   | 4,95 %  | 4,880   | 4,09 %  | 2,935   | 2,69 %  | 1,855  | 2,06 %  | 1,200  | 1,63 %  |
| Asiático Oriental   | 4,240   | 3,36 %  | 3,790   | 3,18 %  | 3,065   | 2,81 %  | 2,430  | 2,7 %   | 1,570  | 2,14 %  |
| Latinoamericanos    | 1,695   | 1,34 %  | 1,670   | 1,4 %   | 1,065   | 0,98 %  | 705    | 0,78 %  | 415    | 0,56 %  |
| Indígenas           | 1,270   | 1,01 %  | 1,190   | 1 %     | 1,080   | 0,99 %  | 705    | 0,78 %  | 370    | 0,5 %   |
| Otro                | 7,615   | 6,03 %  | 6,095   | 5,11 %  | 4,925   | 4,51 %  | 2,485  | 2,77 %  | 2,040  | 2,77 %  |
| Total de respuestas | 126,245 | 99,67 % | 119,180 | 99,58 % | 109,220 | 99,65 % | 89,835 | 99,63 % | 73,520 | 99,68 % |
| Total de población  | 126,666 | 100 %   | 119,677 | 100 %   | 109,600 | 100 %   | 90,167 | 100 %   | 73,753 | 100 %   |

### Religión
Según el censo de 2021, la religión más numerosa en Ajax es el cristianismo (50,83%), y los católicos constituyen el grupo más numeroso (22,25%). Las siguientes religiones más reportadas son el Islam (14,08%) y el hinduismo (11,62%). El 20,77% de la población reportó no tener afiliación religiosa. 

### Idioma
Según el censo de 2021, el inglés es el idioma dominante en la ciudad, y el 97,97% de la población lo habla. El 64,79% de la gente considera el inglés como su única lengua materna, además el 5,75% considera el inglés y otro idioma como lengua materna. Otros lenguajes comunes incluyen los siguientes: 
| Idioma            | Población | %      |
| ----------------- | --------- | ------ |
| Inglés            | 89180     | 70,55% |
| Tamil             | 6355      | 5,03%  |
| Urdu              | 4620      | 3,65%  |
| Tagalo (filipino) | 2840      | 2,25%  |
| Francés           | 2340      | 1,85%  |
| Darí              | 1910      | 1,51%  |
| Arábica           | 1540      | 1,22%  |
| Gujarati          | 1515      | 1,20%  |
| Español           | 1300      | 1,03%  |
| Mandarín          | 1280      | 1,01%  |
| Punjabi           | 1220      | 0,97%  |
| Bengalí           | 1150      | 0,91%  |
| Hindi             | 1020      | 0,81%  |
| Yue (cantonés)    | 1005      | 0,80%  |
| Italiano          | 690       | 0,55%  |

## Economía
En 1945, con el cierre de DIL, no había industria dentro de la ciudad, pero en 1949, Dowty Aerospace inició operaciones en Ajax. En 1969, los principales empleadores incluían Volkswagen Canadá, DuPont, Paintplas, Ajax Textile, AEG Bayly Engineering y muchos otros.
La actividad comercial era prácticamente inexistente a mediados de la década de 1940, pero en 1970 se construyeron importantes centros comerciales como Ajax Plaza, Harwood Place Mall y Clover Ridge Plaza. La década de 1980 vio una expansión de los centros comerciales minoristas para incluir Discovery Bay Plaza, Transit Square, Baywood Plaza, Westney Heights Plaza y, más recientemente, el Durham Center en Harwood Avenue y Kingston Road.
La década de 1970 vio el comienzo de muchos cambios físicos en la cara del Ajax. Nuevas subdivisiones repartidas en terrenos baldíos en el centro de Ajax. A principios de la década de 1980 se produjo un gran desarrollo en la parte sur de Ajax, con grandes unidades de vivienda de lujo construidas a lo largo de Lake Driveway.
La recesión de principios de los años 1980 no detuvo el desarrollo residencial. Westney Heights comenzó al norte de la autopista 2 y ofrecía a los compradores de viviendas hipotecas con tasas de interés bajas. El desarrollo al norte de la autopista 2 se extendía desde Church Street en Pickering Village hasta Harwood Avenue, con el desarrollo de Millers Creek al sur de la autopista hasta el borde de la autopista 401 .

### Ajax Downs
Ajax Downs es un casino que está ubicado en 50 Alexander's Crossing, cerca de la intersección de Kingston Road y Audley Road. Ha sido controvertido desde el anuncio del casino Durham Live en 2018. El primer ministro de Ontario, Doug Ford, había prometido mantener abierto el Ajax Downs una vez finalizado el casino. En 2022, se completó el casino Durham Live. Aunque se le conoce como Casino Pickering, se encuentra en el límite de las dos pequeñas ciudades. Esta es la primera operación importante de un casino en el área metropolitana de Toronto. 

### Amazon
En el otoño de 2021, Amazon abrió un centro logístico de 1 millón de pies cuadrados y contrató alrededor de 1000 puestos de asociado de almacén a tiempo completo. 

## Infraestructura

### Cuidado de la salud
El Hospital General de Ajax y Pickering, inaugurado en 1954 con 38 camas para adultos y niños, se amplió a 50 camas en 1958 y en 1964 se llevó a cabo una importante ampliación a 127 camas. Los servicios de emergencia y ambulatorios se ampliaron en 1975. El gran crecimiento demográfico de la ciudad ha provocado una mayor expansión. En 1999, el Hospital se fusionó con Centenary Health Center en Scarborough para pasar a formar parte del Rouge Valley Health System. Con una inversión de $60 millones, la expansión comenzó en 2007, aunque se vio empañada por el muy controvertido cierre del pabellón 3 West Mental Health en 2008, que originalmente iba a ser parte de la expansión.

### Servicios de emergencia
La Policía Regional de Durham vigila Ajax desde una comisaría en Pickering. La región de Durham proporciona servicios médicos de emergencia/ambulancia. Ajax Fire & Emergency Services proporciona servicios de extinción de incendios desde tres estaciones de bomberos.

### Transporte

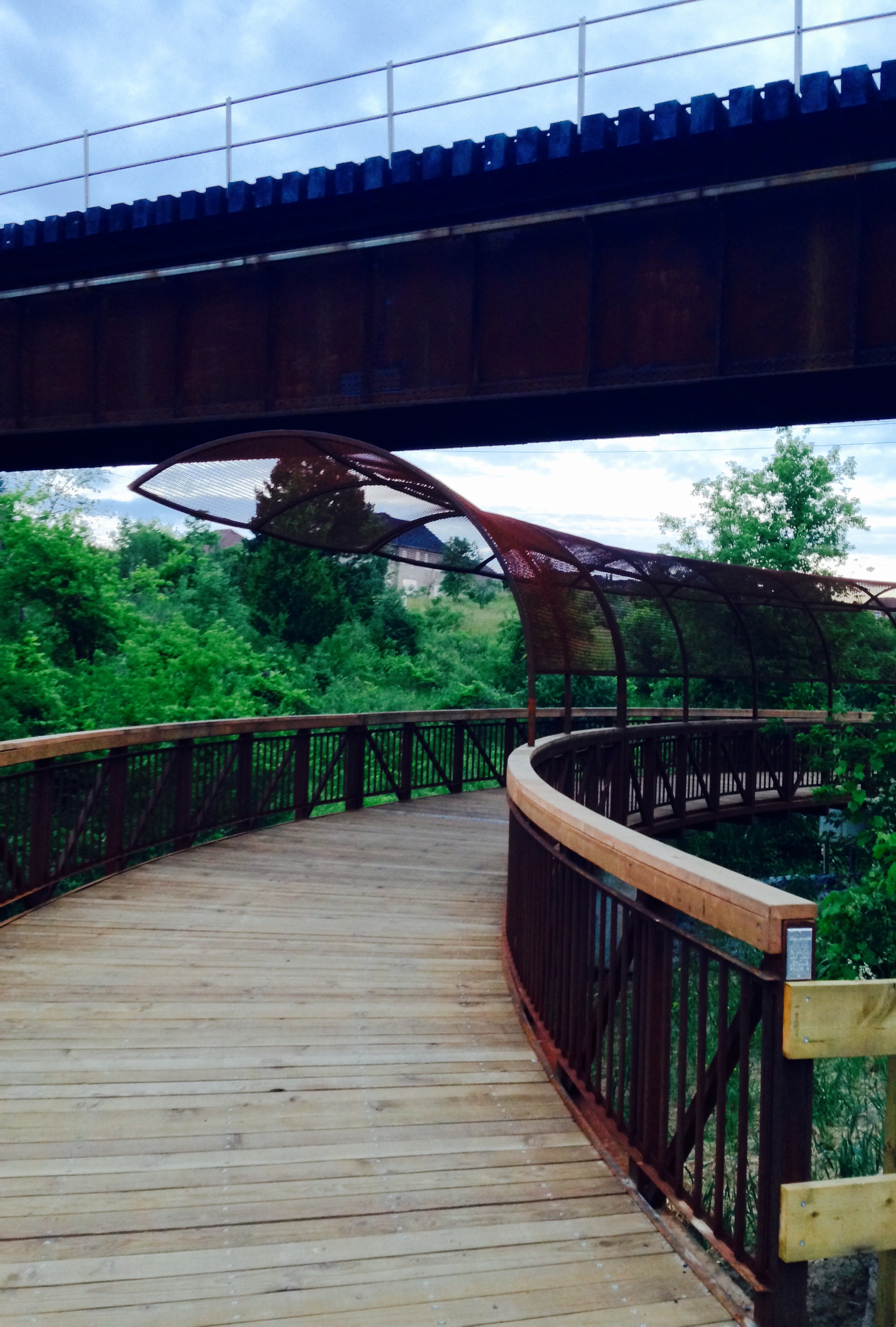
Sendero de usos múltiples sobre Caruthers Creek. El puente elevado lleva una línea ferroviaria del Pacífico canadiense.

La estación Ajax GO cuenta con la línea Lakeshore East de GO Transit, con servicio desde Toronto y Oshawa.
En 1973, Ajax llevó a cabo una encuesta sobre el potencial de uso del transporte público en la ciudad. Esto llevó a la creación de Ajax Transit con servicio de autobús a partir de 1973 bajo un contrato con Charterways Transportation Limited, que operaba el servicio utilizando una flota de autobuses escolares, con mayor número de pasajeros entre el área de Pickering Beach y el centro de Ajax.
A finales de la década de 1970, la ciudad comenzó a operar en las rutas Elm, Duffins y Beach, que existen hasta el día de hoy. A principios de la década de 1980, las rutas Harwood, Westney Heights y Village comenzaron a funcionar. El servicio en la ruta Puckrin se inició a finales de los años 1980.
En 2001, Ajax Transit y el vecino Pickering Transit se fusionaron en la Autoridad de Tránsito de Ajax Pickering (APTA), que operaba bajo la propiedad y supervisión conjunta de Ajax y Pickering.
En 2006, APTA se fusionó en Durham Region Transit junto con los otros servicios de tránsito municipal en la región de Durham .
El transporte por carretera en Ajax está dominado por la autopista 401, que corre de este a oeste a través de la ciudad, dividiéndola por la mitad. El acceso a la autopista 401, tanto al este como al oeste, está disponible a través de Westney Road y Salem Road. . Las calles notables que corren paralelas a la carretera son (de norte a sur) Taunton Road, Rossland Road, Kingston Road (Carretera 2) y Bayly Street. En Salem Road es donde la autopista 401 se estrecha a tres carriles en cada sentido, lo que provoca un grave embotellamiento de tráfico en dirección este durante las horas pico y feriados especiales debido al aumento de viajes a Ottawa y Montreal .
El aeropuerto internacional más cercano al Ajax es el Aeropuerto Internacional Toronto Pearson, situado a 50 kilómetros al oeste en Mississauga .

## Educación
Ajax es atendido por la Junta Escolar del Distrito de Durham y la Junta Escolar del Distrito Católico de Durham . En la cidad se encuentran cinco escuelas secundarias y varias escuelas primarias. Dos de las escuelas secundarias son escuelas católicas: la escuela secundaria católica Notre Dame y la escuela secundaria católica Archbishop Denis O'Connor . Las tres restantes son las escuelas secundarias públicas: Ajax High School, J. Clarke Richardson Collegiate y Pickering High School .

## Cultura
Durante 1955-1962, el Comité Recreativo del Ajax organizó bailes regularmente para los adolescentes de la ciudad. Los bailes del sábado por la noche, llamados "Ajax Teen Town", se llevaron a cabo en el Centro Comunitario de Ajax. El Centro Comunitario se quemó en la década de 1960 y la asistencia al evento disminuyó gradualmente a medida que los estilos musicales cambiaban y los miembros crecían. 
Durante un breve período durante el inicio de la década de 1990, Ajax se hizo notable por sus músicos punk, y la revista Maclean's lo llamó la "capital del punk-rock de Canadá" en 2003. Después del éxito de Sum 41, los sellos discográficos comenzaron a buscar artistas emergentes en los espectáculos locales de la región de Durham. Varias otras bandas y artistas de Ajax alcanzaron popularidad, incluidos Closet Monster, Not by Choice, Matt Brann y Jesse Colburn (miembros de la banda de respaldo de Avril Lavigne).
Según el escritor Alan Cross, el punk se hizo popular en Ajax cuando los adolescentes locales se mantenían ocupados con la música y no encontraban mucho más que hacer en el pueblo. Chameleon Café (110 Dowty Road), un taller de carrocería convertido en un local de música, se transformó en un lugar popular para las bandas locales a mediados y finales de la década de 1990, y cientos de adolescentes se reunían allí los fines de semana. Según el productor Greig Nori, la popularidad del Chameleon Café (que cerró en 2001) y la proximidad del Ajax a Toronto (donde los adolescentes podían asistir a los principales conciertos de bandas punk) ayudaron a la escena musical de la ciudad. 

### Deportes
Entre los miembros del Ajax Aquatic Club, fundado en 1973, se encuentran las medallistas olímpicas Anne Ottenbrite y Lori Melien .  El Ajax Budokan Judo Club también apareció en 1973 con 20 miembros, la mayoría de ellos estudiantes de secundaria.  Entre sus miembros se encuentran los yudocas Jessica Klimkait,  Craig Weldon, Sandra Greaves y Kevin Doherty .  El Ajax Acros Gymnastic Club se formó como club alimentador en 1974, con 60 niños.  Lori Strong, que ha ganado múltiples medallas en los Juegos de la Commonwealth, inició su formación en este club. 
El Ajax-Pickering Rock (2003-2010) fue un equipo local de box lacrosse que jugó en la Liga Sénior "B" de la Asociación de Lacrosse de Ontario durante 2003-2010. En 2010, ascendió a la liga Sénior "A" Major Series Lacrosse y jugó bajo el nombre de Ajax Rock (2011-2012). En 2013, se mudó del Ajax al recién construido Toronto Rock Athletic Centre (TRAC) en Oakville, y se rebautizó como Oakville Rock .  
En 2022, la Asociación de Hockey Menor Ajax Pickering se formó después de la fusión de Ajax Minor Hockey (Ajax Knights), Pickering Minor Hockey (Pickering Panthers) y Ajax-Pickering Raiders; el equipo conserva el nombre "Raiders".   La Asociación de Béisbol Menor Ajax Spartans (ASMBA) es un equipo de béisbol de ligas menores local.  
Ajax Wanderers, fundado en 1949, es el club de rugby más antiguo de Ontario.  Entre sus miembros se encuentra Dave Moonlight de Whitby. 
Otros clubes deportivos de la ciudad incluyen el Ajax Soccer Club, Ajax United, Ajax-Pickering Dolphins (fútbol), Ajax Pickering Ringette Association, Ajax Cricket Club, Ajax Scuba Club y Ajax Skating Club. Ajax Ice Waves, un equipo de patinaje sincronizado del Ajax Skating Club, ganó varias competiciones locales en Ontario en la década de 2010.  

## Personas y grupos notables
- Charlotte Arnold, actriz
- Boi-1da, productor de hip hpo
- Brendan Canning, músico
- Munro Chambers, actor
- Nichelle Prince, jugadora profesional de fútbol y campeona olímpica
- Derek Cornelius, jugador profesional de fútbol e internacional con su selección
- Kaza Kajami-Keane, jugador profesional de basketball e internacional con su selección
- Connor McMichael, jugador profesional de jockey sobre hielo
- Phan Thi Kim Phuc, activista vietnamita sujeto de una famosa foto durante la Guerra de Vietnam, reside actualmente en Ajax
- Matt Poitras, jugador profesional de jockey sobre hielo
- Corey Sevier, actor
- Nathan Shepherd, jugador profesional de fútbol americano
- Sum 41, banda de rock punk